# Iván Morovic
Iván Fernández Eduardo Morovic (Viña del Mar, 24. ožujka 1963.) je čileanski šahist i međunarodni velemajstor hrvatskog podrijetla. Često je bio najbolji južnoamerički šahist.
Šah je počeo igrati kada je imao devet godina. S 22 godine je postao prvi Čileanac s titulom međunarodnog velemajstora. Osvojio je čileansko šahovsko prvenstvo 1981. godine.

## Vanjske poveznice
- Profil na fide.com